# Lake County (Michigan)
Lake County is een county in de Amerikaanse staat Michigan.
De county heeft een landoppervlakte van 1.470 km² en telt 11.333 inwoners (volkstelling 2000). De hoofdplaats is Baldwin.